# Noah Boeken
Noah Pierre Boeken (* 6. Januar 1981 in Amsterdam) ist professioneller niederländischer Pokerspieler.

## Karriere
Boeken begann als Magic-Spieler und gewann 2000 die Europameisterschaft in diesem Kartenspiel. Zusammen mit David Williams kam er über Marcel Lüske zum Poker.
Sein erster größerer Erfolg gelang Boeken 2003 mit dem vierten Platz bei einem 200 Euro teuren Turnier der Variante No Limit Hold’em im Rahmen der Master Classics of Poker in Amsterdam. Im Oktober 2004 erreichte er bei der European Poker Tour in London den Finaltisch und beendete das Turnier auf dem sechsten Platz für 16.800 britische Pfund. Im Januar 2005 gewann er das Main Event der EPT in Kopenhagen, nachdem er Ram Vaswani im Heads-Up schlagen konnte. Boeken erhielt dafür eine Siegprämie von über einer Million dänischer Kronen, zu diesem Zeitpunkt umgerechnet knapp 200.000 US-Dollar. Im Juni 2005 war er erstmals bei der World Series of Poker am Las Vegas Strip erfolgreich und kam bei zwei Turnieren in No Limit Hold’em ins Geld. Seinen größten WSOP-Gewinn verzeichnete Boeken Anfang Juli 2009 mit dem 96. Platz im Main Event in Höhe von knapp 50.000 US-Dollar. Mitte November 2013 gewann er das Main Event der Master Classics of Poker und kassierte dafür über 300.000 Euro, sein bis heute höchstes Preisgeld. Im November 2016 siegte Boeken beim High-Roller-Event der Master Classics und sicherte sich über 200.000 Euro.
Insgesamt hat sich Boeken mit Poker bei Live-Turnieren über 2 Millionen US-Dollar erspielt. Ab Februar 2007 war er für einige Zeit ein Repräsentant von PokerStars.